# Хари Христов
Хари Христов е български попфолк певец.
Той се смята за един от основоположниците на жанра попфолк. Занимава с музика още от дете, тъй като родителите му пеят фолклорни песни. В края на 80-те години записва първите си песни на фолклорна основа, а по същото време по сватби и кръщенета изпълнява сръбски песни. Издава три албума с различни музикални компании, сред които Меджик мюзик Плевен, Пайнер и Българска музикална компания. В дебютния албум на Хари Христов „Радост моя“ е най-големият му хит „Душата на войник“. През 1993 г. се жени за съпругата си Йорданка, а през същата година се ражда дъщеря им Мелинда, която е позната на българските зрители от музикалните риалити формати „Пей с мен“ и „Гласът на България“.

## Дискография

### Студийни албуми
- Радост моя (1995)
- Приятели за вас (1998)
- Време за любов (1999)